# Fondo Italiano d'Investimento
Fondo Italiano d'Investimento SGR S.p.A. è una società di gestione del risparmio italiana, nata a marzo 2010 e partecipata per il 55% dalla Cassa Depositi e Prestiti, per il tramite di  Equity, e per la parte rimanente da alcune delle principali istituzioni e banche italiane.

## Storia
Costituita il 18 marzo 2010 su iniziativa del Ministero dell’Economia e delle Finanze Fondo Italiano d’Investimento SGR, gestisce fondi d’investimento mobiliari chiusi dedicati alle piccole e medie imprese al fine di supportarne i progetti di crescita e di sviluppo. Caratteristica distintiva dell’iniziativa è stata, fin dall'origine, quella di coniugare obiettivi di ritorno economico e di sviluppo del sistema produttivo, attraverso l’utilizzo di strumenti di mercato.
Inizialmente l’attività è stata gestita per mezzo di un unico fondo con una dotazione di 1,2 miliardi di Euro, dedicato ad investimenti nel segmento del private equity diretto/indiretto e del venture capital indiretto. Nel mese di settembre 2014, l’SGR ha dato il via all’operatività di due nuovi veicoli: il Fondo di Fondi di Private Debt ed il Fondo di Fondi di Venture Capital, focalizzati su investimenti in altri fondi di private debt e venture capital. Il 5 Aprile 2016, il primo Fondo è stato diviso in tre ulteriori nuovi veicoli di investimento: Fondo Italiano di Investimento, dedicato ad investimenti diretti nel capitale di imprese aventi una dimensione compresa tra i 10 e i 250 milioni di Euro di fatturato; Fondo Italiano di Investimento Fondo di Fondi, focalizzato su investimenti in altri fondi di private equity, che ha contribuito ad integrare formalmente l’offerta dell’area Fondi di Fondi per il segmento del private equity; Fondo Italiano di Investimento FII Venture, specializzato in investimenti indiretti in fondi appartenenti al comparto del venture capital. Nel mese di novembre 2017 la totalità delle quote del Fondo Italiano di Investimento (FII Uno) è stata venduta, attraverso un’operazione sul mercato secondario e, a seguito di tale cessione, la gestione del Fondo è passata ad altra Management Company. A fine 2017 sono stati lanciati altri due fondi: FII Tech Growth ed Innovazione & Sviluppo, il primo dedicato al technology private equity/tech growth ed il secondo al private equity. Successivamente, nel 2019 sono stati lanciati due nuovi veicoli: Fondo Italiano Tecnologia e Crescita Lazio – “FITEC Lazio”, il fondo parallelo di FITEC dedicato ad investimenti nella regione Lazio e un altro fondo di fondi di private equity, FOF Private Equity Italia.
Ancora, nel 2021, sono stati lanciati due nuovi fondi diretti: Fondo Italiano di Minoranze per la Crescita – “FIMiC”, il fondo di private equity dedicato esclusivamente ad operazioni di minoranza, e Fondo Italiano Agritech & Food – “FIAF” il fondo tematico che investe in aziende operanti nei settori della filiera agroalimentare italiana. Verso la fine dello stesso anno è avvenuto il lancio anche di due fondi di fondi, di cui uno di private equity e uno di private debt: FII Private Equity Italia Due, fondo parallelo di FOF Private Equity Italia e FII Private Debt Italia Due, fondo parallelo di FOF Private Debt Italia.
Ad oggi alla SGR fanno capo tredici fondi di investimento mobiliari chiusi, riservati ad investitori qualificati per un totale di circa 2,5 miliardi di Euro di risorse gestite.

## Aree di attività
Fondo Italiano d'Investimento opera in 3 distinte aree:
- Private Equity Diretto
- Technology Private Equity Diretto
- Fondi di Private Equity, Venture Capital e Private Debt

## Azionisti della SGR
Fondo Italiano d’Investimento SGR è partecipata per il 55% dal Gruppo CDP Equity, e per la restante parte da alcune delle principali istituzioni e banche italiane, secondo la seguente distribuzione:
- CDP Equity S.p.A. - 55,00%
- Intesa San Paolo S.p.A. - 12,50%
- UniCredit S.p.A. - 12,50%
- Fondazione Enpam – 5,00%
- Fondazione Enpaia – 5,00%
- ABI – 3,50%
- Banco BPM S.p.A. – 3,25%
- BPER Banca S.p.A. – 3,25%